# Grasetti
Grasetti is een Italiaans historisch merk van motorfietsen.
De bedrijfsnaam was: Grasetti: S.A. Meccanotecnica, Milano.
Grasetti begon in 1952 met de productie van lichte motorfietsjes van 123- en 148 cc waarvan ook de motoren zelf gemaakt werden. Hoewel de productieaantallen nooit erg hoog werden, bleef het merk tot in 1965 actief.